# ایگلی آلموچا
ایگلی آلموچا (آلبانیایی: Igli Allmuça؛ زادهٔ ۲۵ اکتبر ۱۹۸۰) بازیکن سابق و مربی فوتبال اهل آلبانی است.
از باشگاه‌هایی که در آن بازی کرده‌است می‌توان به باشگاه فوتبال دینامو تیرانا، باشگاه فوتبال پارتیزانی تیرانا، باشگاه فوتبال اسکندربو کورچه، و باشگاه فوتبال تیرانا اشاره کرد.
وی همچنین در تیم‌های ملی فوتبال زیر ۲۱ سال آلبانی و آلبانی بازی کرده‌است.